# Stratégie de Lisbonne
Pour les articles homonymes, voir Traité de Lisbonne (homonymie) et stratégie (homonymie).
La stratégie de Lisbonne, ou agenda de Lisbonne, ou processus de Lisbonne, est l'axe majeur de politique économique et de développement de l'Union européenne entre 2000 et 2010, décidé au Conseil européen de Lisbonne de mars 2000 par les quinze États membres de l'Union européenne d'alors.
L'objectif de cette stratégie fixé par le Conseil européen de Lisbonne est de faire de l’Union européenne « l’économie de la connaissance la plus compétitive et la plus dynamique du monde d'ici à 2010, capable d’une croissance économique durable accompagnée d’une amélioration quantitative et qualitative de l’emploi et d’une plus grande cohésion sociale ». Les moyens envisagés sont la réalisation d'une série de réformes globales et interdépendantes, alors que les actions menées par l’un des États membres seront d’autant plus efficaces que les autres États membres agiraient de concert. Les champs de réforme sont l’innovation comme moteur du changement, l'« économie de la connaissance » ainsi que le renouveau social et environnemental. Jusqu'alors, les objectifs de l'Union européenne relevaient d'une « ambition politique », alors que la stratégie de Lisbonne appartient au champ de l'« ambition idéaliste ».
À mi-parcours, en 2004–2005, l'analyse de la stratégie de Lisbonne a montré que celle-ci avait été jusqu'alors un échec parce que les États membres n'ont pas tenu leurs engagements pris selon la méthode ouverte de coordination, non contraignante. La stratégie a été recentrée en 2005 sur la croissance économique et l'augmentation de l'emploi.
À la stratégie de Lisbonne a succédé en 2010 la stratégie Europe 2020.

## Définition des objectifs en 2000
La définition d'une stratégie décennale vise à remédier à la faible croissance économique de l'Union européenne et à la faible productivité. Selon les conclusions de la présidence du Conseil européen de Lisbonne des 23 et 24 mars 2000, la réalisation de l'objectif de faire de l'économie de l'Union européenne « l’économie de la connaissance la plus compétitive et la plus dynamique du monde d'ici à 2010, capable d’une croissance économique durable accompagnée d’une amélioration quantitative et qualitative de l’emploi et d’une plus grande cohésion sociale » nécessite une stratégie globale visant à :
- préparer la transition vers une société et une économie fondées sur la connaissance, au moyen de politiques répondant mieux aux besoins de la société de l’information et de la recherche et développement, ainsi que par l’accélération des réformes structurelles pour renforcer la compétitivité et l’innovation et par l'achèvement du marché intérieur ;
- moderniser le modèle social européen en investissant dans les ressources humaines et en luttant contre l’exclusion sociale ;
- entretenir les conditions d’une évolution saine de l’économie et les perspectives de croissance favorables en dosant judicieusement les politiques macroéconomiques.

## Redéfinition des objectifs en 2001
Lors du Conseil européen de Göteborg en juin 2001, les États-membres ont ajouté un troisième pilier à la stratégie telle que convenue à Lisbonne : la dimension de l'environnement, marquant la volonté de l'Europe de promouvoir la croissance économique et la cohésion sociale tout en restaurant, préservant et gérant l'environnement.
En contrepartie aux objectifs de développement, il faut à partir de 2000 « mettre les objectifs environnementaux en balance avec leur impact économique et social, ce qui implique, dans la mesure du possible, la mise au point de solutions qui soient favorables à la fois à l’économie, à l’emploi et à l’environnement ».

## Application de la stratégie

### Analyse de la mise en œuvre et recentrage de la stratégie en 2004-2005
Entre avril et novembre 2004, un groupe d'analyse de la stratégie de Lisbonne dirigé par Wim Kok constata que « à mi-chemin de l’échéance de 2010, le tableau d’ensemble est très mitigé et il reste beaucoup à accomplir pour éviter que Lisbonne devienne synonyme d’objectifs manqués et de promesses non tenues. » Le rapport du groupe d'analyse suggéra des moyens pour donner une nouvelle impulsion au processus. Selon ce rapport, « la promotion de la croissance et l'emploi en Europe constitue le prochain grand projet européen ».
En partie à partir de ce rapport, la Commission européenne écrit en 2005 que « les performances de l'Europe se sont écartées de celles de ses concurrents ailleurs dans le monde. Leur productivité a augmenté plus rapidement et ils ont davantage investi dans la recherche et le développement. Il nous reste encore à mettre en place les structures nécessaires à une meilleure anticipation et une meilleure gestion du changement au sein de nos économies et de nos sociétés. En outre, il nous faut forger une conception de la société pouvant intégrer aussi bien les populations vieillissantes que les jeunes générations, notamment dans la perspective du développement de notre main-d’œuvre, domaine dans lequel la dynamique actuelle compromet à la fois la croissance à long terme et la cohésion sociale. » Ses conclusions sont que la stratégie de
Lisbonne doit être renouvelée et axée sur la croissance et l'emploi, et pour cela il faut :
- rendre l'Europe plus attrayante pour les investisseurs et les travailleurs ;
- veiller à ce que la connaissance et l'innovation deviennent le moteur de la croissance européenne ;
- permettre aux entreprises de créer davantage d'emplois de meilleure qualité.

Plus particulièrement, « cela suppose la viabilité budgétaire, une meilleure réglementation et des systèmes fiscaux et sociaux adéquats. Nous devons améliorer l'éducation et la formation pour permettre à davantage de personnes de réaliser pleinement leur potentiel, dans leur propre intérêt et dans celui de l'ensemble de la société. Nous devons aussi investir dans la recherche pour conserver notre avantage comparatif par rapport aux régions avec lesquelles nous sommes en concurrence. Il nous faut plus de concurrence pour être sûrs que notre recherche débouche sur des innovations véritables, alors que nos entreprises se battent pour conserver leur avance sur des marchés hautement compétitifs. Nous devons faire en sorte que notre économie s'adapte plus facilement aux changements et offre une plus grande résistance aux chocs extérieurs. Nous avons besoin de plus d'actifs de tout âge pour financer nos dépenses sociales à mesure que notre population vieillit. Nous devons consommer l'énergie de façon plus efficace et plus durable et mieux négocier avec les pays qui nous en fournissent. Tout cela nécessite des réformes tant au niveau européen que national. »
Le Parlement européen soutient également ce renouvellement de la stratégie. Un sondage des citoyens européens sur la stratégie de Lisbonne cinq ans après son lancement montra que « les citoyens de l’Union européenne [sont conscients que de nombreux objectifs de la Stratégie de Lisbonne restent à atteindre] et les solutions qu’ils envisagent sont, dans la majorité des cas, en accord avec cette Stratégie [...] Cependant, leur connaissance de la performance économique de l’Union face à ses principaux concurrents mondiaux reste faible. De manière plus préoccupante, les citoyens européens ne font pas le lien entre qualité de vie et performance économique. »

### Analyse de la mise en œuvre après 2005
Le tableau de bord européen de l'innovation, qui étudie chaque année la situation de l'Union européenne dans le domaine de l'innovation, montre en 2007 un  retard considérable vis-à-vis des États-Unis et du Japon, et note des progrès légers depuis 2003.
Selon la Commission européenne, en décembre 2006, la stratégie commençait à porter ses fruits.

### Application de la stratégie en France
En 2003, un rapport de l'Assemblée nationale française (le « rapport Garrigue ») portant sur la politique européenne de recherche et développement relève les retards pris par la France dans l'application du programme fixé à Lisbonne ; il note en particulier la « nette insuffisance, dans les organismes [de recherche] publics, de l'évaluation faite en externe ou, du moins, conduite par des scientifiques venus de l'extérieur ». En 2014, certains estiment qu'une des raisons de ce retard vient de la subordination de l'éducation générale aux impératifs économiques immédiats.

## Sources

## Compléments